# Arūnas Laurinaitis
Arūnas Laurinaitis (* 1961 in der Litauischen SSR) ist ein litauischer Chemie-Ingenieur und Manager, Aktionär (4,75 % Aktien) des drittgrößten litauischen Konzerns Achemos grupė.

## Leben
1985 absolvierte das Studium der Chemie an der Fakultät für Chemietechnologie am Kauno politechnikos institutas  und begann im Chemiebetrieb „Azotas“ zu arbeiten. Von 1998 bis 2000 absolvierte er das Masterstudium (Business management and administration) an der Technischen Universität Kaunas und an der ISM University of management and economics.  2010 studierte er am Baltic Institute of Corporate Governance.
Von 2001 bis 2011 war er Vizepräsident der „Achemos grupė“, verantwortlich für Investitionen und Wirtschaftsentwicklung. Vom Oktober 2011 bis zum 30. Januar 2013 war er Präsident der „Achemos grupė“ (er trat selbst zurück).

## Familie
Laurinaitis ist verheiratet. Mit Frau Aušra hat er zwei Töchter.